# Dandelion Records
Dandelion Records war ein britisches Musiklabel, das von 1969 bis 1972 bestand.

## Geschichte
Dandelion Records nahm am 18. Juli 1969 seinen Betrieb auf. Gründer und künstlerischer Leiter war der Radiomoderator John Peel, der auf diese Weise seinen bevorzugten Musikern zu Plattenaufnahmen verhelfen wollte. Sein Geschäftspartner war Clive Selwood. Für die geschäftliche Seite war Elektra Records zuständig, den Vertrieb übernahmen der Reihe nach CBS Records, Warner Bros. Records und Polydor.
Parallel dazu entstand der Musikverlag Biscuit Music. Laut Peel war die Idee hinter den beiden Unternehmen, alle Einnahmen, sofern vorhanden, den Musikern zukommen zu lassen. „Dandelion“ und „Biscuit“ waren die Namen von Peels Hamstern.
Das Label bestand bis 1972, als der Vertrieb über Polydor endete; dazu kamen finanzielle Schwierigkeiten. Man versuchte, die Musiker bei anderen Unternehmen unterzubringen.
Die meisten Dandelion-Aufnahmen wurden später auf Vinyl oder CD neuveröffentlicht. In den frühen 1990er Jahren erschien eine Auswahl auf CD bei Repertoire Records, gefolgt vom Gesamtkatalog auf CD bei See For Miles Records Mitte der 1990er.
Seit 2005 erschienen große Teile des Katalogs bei Cherry Red Records in Großbritannien und bei Airmail Archive Recordings in Japan. Cherry Red erwarb 2009 die Rechte am fast gesamten Dandelion-Katalog.

## Diskografie

### Alben
- 63750: Bridget St John – Ask Me No Questions
- S63751: Beau – Beau
- 63752: Principal Edwards Magic Theatre – Soundtrack
- 63753: Occasional Word Ensemble – The Year of the Great Leap Sideways
- 63754: Gene Vincent – I’m Back and I’m Proud
- 63755: Siren – Siren
- 63756: Mike Hart – Mike Hart Bleeds
- 63757: Medicine Head – New Bottles Old Medicine
- DAN8001/K49001: Siren – Strange Locomotion
- DAN8002/K49002: Principal Edwards Magic Theatre – The Asomoto Running Band
- DAN8003/K49003: Stack Waddy – Stack Waddy
- DAN8004/K49004: The Way We Live – A Candle for Judith
- DAN8005/K49005: Medicine Head – Heavy on the Drum
- DAN8006/K49006: Beau – Creation (With The Way We Live)
- DAN8007/K49007: Bridget St John – Songs for the Gentle Man
- DSD8008/K69001: Lol Coxhill – Ear of Beholder
- 2310145: Burnin' Red Ivanhoe – WWW
- 2310146: Supersister – To the Highest Bidder
- 2310165: David Bedford – Nurses Song with Elephants
- 2310166: Medicine Head – Dark Side of the Moon
- 2310193: Bridget St John – Thank You For
- 2310211: Mike Hart – Basher, Chalky, Pongo and Me (als „Mike Hart & the Comrades“)
- 2310216: Clifford T. Ward – Singer Songwriter
- 2310217: Tractor – Tractor
- 2310228: Kevin Coyne – Case History
- 2310231: Stack Waddy – Bugger Off!
- 2485021: Various artists – There Is Some Fun Going Forward (Kompilation)

### Singles
- 4403: Beau – "1917 Revolution" / "Sleeping Town"
- 4404: Bridget St John – "To B Without A Hitch" / "Autumn Lullaby"
- 4405: Principal Edwards Magic Theatre – "Ballad of the Big Girl Now" / "Lament for Earth"
- 4493: Clague – "Mandy Lee" / "Bottle Up and Go" (mit Kevin Coyne)
- 4494: Coyne-Clague – "The Stride" / "I Wonder Where"
- S 4596: Gene Vincent – "Be-Bop-A-Lula ’69" / "Ruby Baby"
- 4661: Medicine Head – "His Guiding Hand" / "This Love of Old"
- 4781: Mike Hart – "Yawney Morning Song" / "Almost Liverpool 8"
- 4786: Bill Oddie – "On Ilkla Moor Baht ’at" / "Harry Krishna"
- S 4974: Gene Vincent – "White Lightning" / "Scarlet Ribbons (For Her Hair)"
- S 5075: Medicine Head – "Coast to Coast" / "All for Tomorrow"
- S 5119: Stack Waddy – "Roadrunner" / "Kentucky"
- DAN7002/K19004: Siren – "Strange Locomotion" / "I’m All Aching"
- DAN7003/K19002: Medicine Head – "(And The) Pictures in the Sky" / "Natural Sight"
- DAN7004/K19003: Yamasukis – "Yamasuki" / "Aieaoa"
- 2001276: Medicine Head – "Kum On" / "On the Land"
- 2001282: Tractor – "Stoney Glory" / "Marie" / "As You Say"
- 2001325: Medicine Head – "Only To Do What Is True" / "Sittin’ in the Sun"
- 2001327: Clifford T. Ward – "Carrie" / "Sidetrack"
- 2001331: Stack Waddy – "You Really Got Me" / "Willie the Pimp"
- 2001357: Kevin Coyne – "Cheat Me" / "Flowering Cherry"
- 2001382: Clifford T Ward – "Coathanger" / "Rayne"
- 2001383: Medicine Head – "How Does It Feel" / "Morning Light"
- 2058214: Coxhill Bedford Duo – "Mood" / "Sonny Boy" / "O mein Papa" (B-Seite von Will Dandy & the Dandylettes)